# NGC 6325
NGC 6325 est un amas globulaire situé dans la constellation d'Ophiuchus à environ 25 400 a.l. (7,8 kpc) du Soleil et à 3 600 a.l. (1,1 kpc) du centre de la Voie lactée. Il a été découvert par l'astronome britannique John Herschel en 1835.

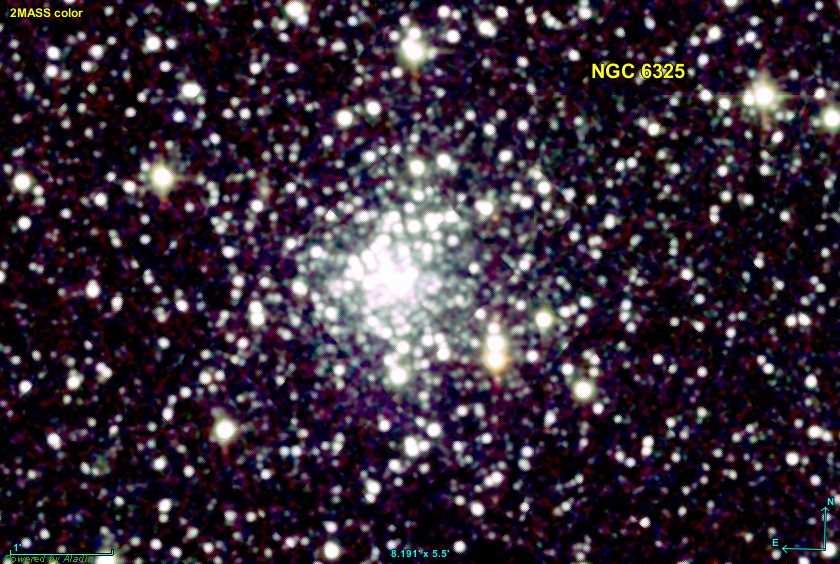
NGC 6325 en infrarouge par le relevé 2MASS.

## Caractéristiques
Selon la base de données Simbad, la vitesse radiale héliocentrique de cet amas est égale à 29,54 ± 0,58 km/s. John W. Harris indique une vitesse semblable, soit 29,8 ± 8,9 km/s.
Selon une étude publiée en 2011 par J. Boyles et ses collègues, la métallicité de l'amas globulaire NGC 6325 est égale à −2,31 et sa masse est égale à 489 000 {\displaystyle M_{\odot }}. Dans cette même étude, la distance de l'amas est estimée à environ 7,8 kpc (∼25 400 al).
Simbad indique une valeur de la métallicité égale à -1,10, Harris une valeur de -1,25 et Boyle une valeur de -2,31. Une métallicité comprise entre -2,31 et -1,10 signifie que la concentration en fer de NGC 6316 est comprise entre 0,5 % et 8 % de celle du Soleil. Après le Big Bang, l'Univers étant surtout composé d'hydrogène et d'hélium, la métallicité était pratiquement nulle. L'univers s'est progressivement enrichi en métaux (éléments plus lourds que l'hélium) grâce à la synthèse de ceux-ci dans le cœur des étoiles. La métallicité des amas du halo de la Voie lactée varie d'un centième à un dixième de la métallicité solaire, ce qui signifie que ces amas se décomposent en deux sous-groupes, les relativement jeunes et les vieux. Selon sa métallicité, NGC 6325 serait donc un amas relativement vieux et riche en métaux.